# Richard O'Kane
Richard Hetherington O'Kane, noto anche con lo pseudonimo di Dicky (Dover, 2 febbraio 1911 – Petaluma, 16 febbraio 1994), è stato un ammiraglio statunitense.

## Biografia
O'Kane nacque a Dover, New Hampshire, ultimo di quattro figli del professore di entomologia dell'Università del New Hampshire Walter Collins O'Kane, di origini irlandesi, e di Clifford Hetherington. Diplomatosi nel 1930 alla Phillips Academy di Andover, si laurea alla US Naval Academy nel maggio 1934. Trascorre i suoi primi anni di servizio sull'incrociatore pesante USS Chester e il cacciatorpediniere USS Pruitt. Brevettatosi sommergibilista nel 1938 a bordo dello USS Argonaut, vi rimane fino alla sua revisione a Mare Island nel 1942.

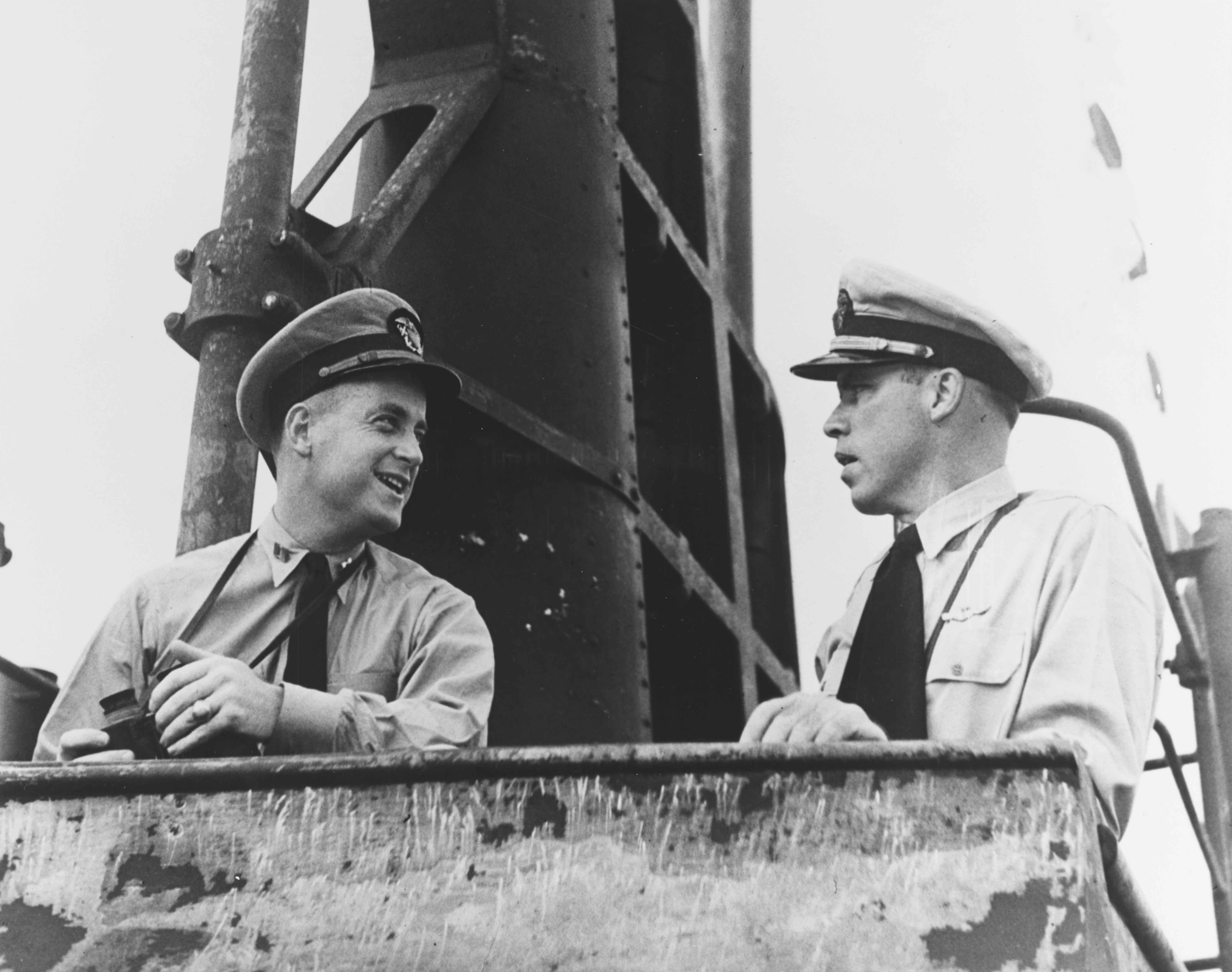
O'Kane chiacchiera con il comandante Dudley Morton, sul Wahoo, Febbraio 1943

All'inizio del 1942, il tenente di vascello O'Kane si unì all'equipaggio del nuovo sottomarino USS Wahoo servendovi come secondo in comando (executive officer detto anche “XO”) in cinque pattugliamenti, prima agli ordini del capitano di corvetta Marvin G. Kennedy e in seguito con il leggendario capitano di corvetta Dudley Morton. Morton stabilì un primato come abilissimo tattico poiché preferiva eseguire le impegnative analisi e tracciature mentre il suo “secondo” gestiva i periscopi, un'inversione di pratiche standard. Sotto la guida di Morton, O'Kane sviluppò le abilità che gli permisero di diventare il comandante americano di sottomarini più abile nella storia.

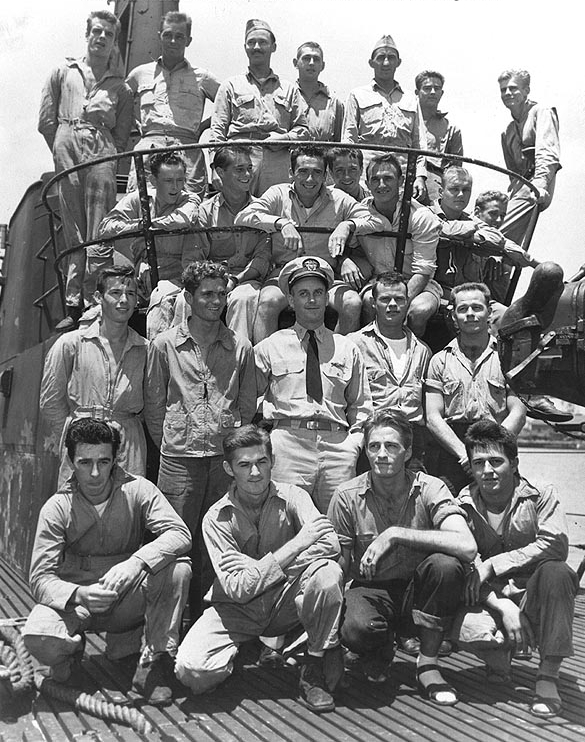
O'Kane con degli aviatori all'isola di Truk nel maggio del 1944

Nel luglio del 1943, dopo il suo quinto pattugliamento con lo USS Wahoo, O'Kane fu promosso capitano di corvetta (lieutenant commander), e poco dopo nominato comandante dello USS Tang, allora in costruzione ed entrato in servizio nell'ottobre del 1943. O'Kane si rivelò un innovatore e sviluppò diverse tattiche operative che aumentarono notevolmente l'efficienza del proprio battello. Tra queste v'erano la navigazione in superficie diurna con vedette extra, ricognizione con il periscopio, esercitazioni a distanza (consentendo una chiara sicurezza tattica quando i secondi contavano) e metodi di attacchi in superficie notturni, una delle sue tecniche preferite per ottenere e mantenere l'iniziativa in battaglia.
In cinque pattugliamenti di guerra sullo USS Tang, a O'Kane furono riconosciute 24 navi giapponesi affondate - il secondo totale più alto per un singolo sottomarino americano e il più alto per un singolo ufficiale comandante. Le revisioni postbelliche dei registri di guerra giapponesi, confermate dai brogliacci e dai membri dell'equipaggio sopravvissuti del Tang, riportarono un totale di 33 navi (118.323 tsl), classificando il Tang al primo posto per numero di affondamenti (davanti alle 26 navi della USS Tautog e alle 100.231 tsl dello USS Flasher). Diverse volte durante la guerra, portò lo USS Tang nel mezzo di un convoglio e attaccò le navi sia a proravia sia a poppavia, contando sulla posizione strategica del Tang, sulla velocità e sul basso profilo per tenersi discosto dalle scorte nemiche.
Durante il terzo pattugliamento del Tang, nel Mar Giallo, affondò più navi giapponesi di qualsiasi altra pattuglia sottomarina della guerra. O'Kane fece affondare otto navi; l'analisi postbellica li aumentò a 10 navi. Durante un attacco, fece lanciare sei siluri su due grandi navi. I registri giapponesi mostrano che i siluri colpirono effettivamente quattro navi. Il numero di affondamenti superò la successiva pattuglia più alta, quella dello USS Wahoo (con O'Kane come secondo in comando) nella stessa zona dell'anno precedente.
Agli ordini di O'Kane lo USS Tang ebbe il compito, con il gruppo navale portaerei veloci (Task Force Fast Carrier), di posizionare uno o più sottomarini in una "stazione di ammaraggio" da un'isola nemica sotto attacco aereo per salvare i piloti, traendo in salvo 22 aviatori in una missione, guadagnandosi così una Presidential Unit Citation.
O'Kane venne catturato da sopravvissuti a un proprio attacco a navigli giapponesi quando il Tang fu affondato nello Stretto di Formosa da un proprio siluro difettoso (un Mark 18), a causa di un guasto al timone che impresse una traiettoria circolare che fece sì che venisse colpita la poppa del sottomarino (il quale era in fase di emersione), nel corso di un attacco notturno di superficie il 24-25 ottobre 1944. O'Kane perse tutti i membri, tranne otto sopravvissuti, e fu segretamente tenuto prigioniero nel centro di detenzione della flotta Ōfuna, per poi trasferirsi nel campo regolare dell'esercito di Omori POWO. Dopo la sua liberazione, O'Kane ricevette la Medal of Honor per "spiccati valore e intrepidezza".

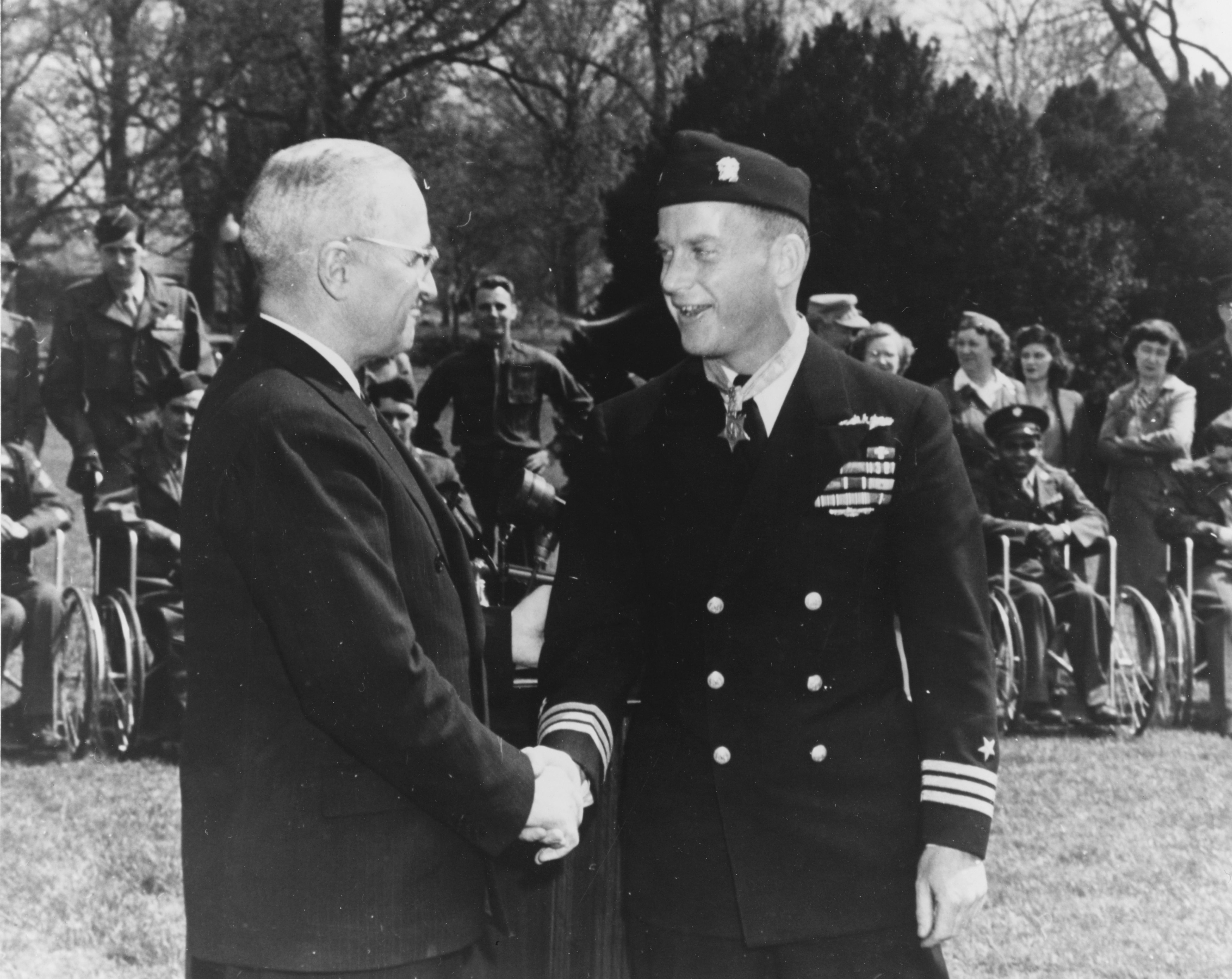
O'Kane riceve la Medal of Honor dal presidente Harry Truman.

Dopo la guerra O'Kane prestò servizio nella Pacific Reserve Fleet come ufficiale comandante del sottomarino USS Pelias, testimoniò ai processi per crimini di guerra giapponesi, fu “secondo” sul sottomarino Nereus e comandante della 32ª Divisione sottomarini (ComSubDiv 32). Inoltre studiò presso l’Armed Forces Staff College nel 1950-51 e successivamente fu assegnato alla Submarine School di New London, prima come istruttore e poi, nel 1952-53, come ufficiale comandante.
Dicky fu in seguito promosso al grado di capitano di vascello nel luglio 1953 ed ottenne il comando del sottomarino USS Sperry fino al giugno del 1954 e della 7ª Squadriglia sottomarini (ComSubRon 7). Dopo gli studi al Naval War College nel 1955-56, prestò servizio a Washington, con il Ship Characteristics Board, fino a quando, nel luglio 1957, si ritirò dal servizio attivo e, grazie alle sue missioni e ai compiti svolti, ottenne il grado di contrammiraglio a titolo onorifico.
O'Kane si spense a Petaluma, a 83 anni, ed è sepolto nel cimitero nazionale di Arlington, Sezione 59, Tomba 874, con sua moglie, Ernestine Groves, accanto.
- Nel 1998, in suo onore, il cacciatorpediniere della Arleigh Burke fu chiamato USS O'Kane (DDG-77)